# Campeonato Mundial de Atletismo Sub-20 de 2022 - 3000 m com obstáculos feminino
A prova dos 3000 metros com obstáculos feminino do Campeonato Mundial de Atletismo Sub-20 de 2022 ocorreu entre os dias 1 a 4 de agosto de 2022 no Estádio Olímpico Pascual Guerrero, em Cali, na Colômbia.

## Recordes
Antes desta competição, os recordes mundiais e do campeonato nesta prova eram os seguintes:
|       | Nome               | Nacionalidade | Tempo    | Local   | Data                |
| ----- | ------------------ | ------------- | -------- | ------- | ------------------- |
| WU20R | Celliphine Chespol | Quênia        | 8:58.78  | Eugene  | 26 de maio de 2017  |
| CR    | Celliphine Chespol | Quênia        | 9:12.78  | Tampere | 13 de julho de 2018 |
| WU20L | Sembo Almayew      | Etiópia       | 9:09.419 | Paris   | 18 de junho de 2022 |

## Medalhistas
| Ouro                  | Prata               | Bronze                 |
| Faith Cherotich (KEN) | Sembo Almayew (ETH) | Meseret Yeshaneh (ETH) |

## Cronograma
Todos os horários são locais (UTC-5).
| Data        | Hora  | Evento  |
| ----------- | ----- | ------- |
| 1 de agosto | 07:20 | Bateria |
| 4 de agosto | 14:20 | Final   |

## Resultados

### Bateria
Qualificação: Os 5 primeiros de cada bateria (Q) e os 5 tempos mais rápidos (q).
| Posição | Bateria | Atleta                 | Nacionalidade  | Tempo    | Notas |
| ------- | ------- | ---------------------- | -------------- | -------- | ----- |
| 1       | 2       | Faith Cherotich        | Quênia         | 9:38.18  | Q     |
| 2       | 2       | Meseret Yeshaneh       | Etiópia        | 9:41.99  | Q     |
| 3       | 1       | Sembo Almayew          | Etiópia        | 9:52.65  | Q     |
| 4       | 1       | Pamela Kosgei          | Quênia         | 10:09.89 | Q     |
| 5       | 1       | Loice Chekwemoi        | Uganda         | 10:10.82 | Q,    |
| 6       | 2       | Rihab Dhahri           | Tunísia        | 10:13.49 | Q     |
| 7       | 1       | Gréta Varga            | Hungria        | 10:21.72 | Q     |
| 8       | 1       | Marta Serrano          | Espanha        | 10:23.03 | Q     |
| 9       | 1       | Verónica Huacasi       | Peru           | 10:27.81 | q     |
| 10      | 2       | Khadija Ennasri        | Marrocos       | 10:29.86 | Q     |
| 11      | 2       | Carolin Hinrichs       | Alemanha       | 10:34.57 | Q     |
| 12      | 2       | Karrie Baloga          | Estados Unidos | 10:35.33 | q     |
| 13      | 2       | Harper McClain         | Estados Unidos | 10:37.05 | q     |
| 14      | 2       | Agnese Carcano         | Itália         | 10:37.08 | q     |
| 15      | 1       | Mihaela Maria Blaga    | Roménia        | 10:37.77 | q     |
| 16      | 2       | Iva Gieselová          | Chéquia        | 10:42.66 |       |
| 17      | 1       | Regina Piechowska      | Polónia        | 10:44.72 |       |
| 18      | 1       | Pelinsu Şahin          | Turquia        | 10:55.87 |       |
| 19      | 1       | Vasiliki Kallimogianni | Grécia         | 10:58.34 |       |
| 20      | 1       | Sigrid Alvik           | Noruega        | 11:02.79 |       |
| 21      | 2       | Gabriela de Freitas    | Brasil         | 11:06.73 |       |
| 22      | 2       | Julia Rath             | Alemanha       | 11:16.69 |       |
| 23      | 1       | Aarti Miescher         | Suíça          | DNF      |       |
| 24      | 2       | Emily Morden           | Austrália      | DNF      |       |
| 25      | 2       | Laura McKillop         | Austrália      | DNF      |       |
| 26      | 1       | Tetiana Kohut          | Ucrânia        | DNF      |       |

### Final
A prova final foi realizada no dia 4 de agosto às 14:20. 
| Posição           | Atleta              | Nacionalidade  | Tempo    | Notas           |
| ----------------- | ------------------- | -------------- | -------- | --------------- |
| Medalha de ouro   | Faith Cherotich     | Quênia         | 9:16.14  |                 |
| Medalha de prata  | Sembo Almayew       | Etiópia        | 9:30.41  |                 |
| Medalha de bronze | Meseret Yeshaneh    | Etiópia        | 9:42.02  |                 |
| 4                 | Rihab Dhahri        | Tunísia        | 10:06.42 |                 |
| 5                 | Pamela Kosgei       | Quênia         | 10:06.46 |                 |
| 6                 | Loice Chekwemoi     | Uganda         | 10:07.79 | Recorde pessoal |
| 7                 | Marta Serrano       | Espanha        | 10:08.85 |                 |
| 8                 | Gréta Varga         | Hungria        | 10:18.63 |                 |
| 9                 | Carolin Hinrichs    | Alemanha       | 10:29.66 |                 |
| 10                | Verónica Huacasi    | Peru           | 10:33.64 |                 |
| 11                | Karrie Baloga       | Estados Unidos | 10:34.28 |                 |
| 12                | Harper McClain      | Estados Unidos | 10:37.58 |                 |
| 13                | Agnese Carcano      | Itália         | 10:39.25 |                 |
| 14                | Mihaela Maria Blaga | Roménia        | 10:50.24 |                 |
|                   | Khadija Ennasri     | Marrocos       | DNF      | DNF             |

Legenda
| Recorde mundial       | Recorde mundial (World record)               |                       | Recorde africano                      | Recorde africano (African) |                                           | Q | Classificado por posição (Qualified) |
| Recorde do campeonato | Recorde do campeonato (Championship record)  | Recorde da América    | Recorde da América (Americas)         | q                          | Classificado por melhor tempo (Qualified) |   |                                      |
| Melhor marca do ano   | Melhor marca do ano (World leading)          | Recorde asiático      | Recorde asiático (Asian)              | DNS                        | Não largou (Did not start)                |   |                                      |
| Recorde nacional      | Recorde nacional (National record)           | Recorde europeu       | Recorde europeu (European)            | DNF                        | Não terminou (Did not finish)             |   |                                      |
| Recorde pessoal       | Recorde pessoal do atleta (Personal best)    | Recorde da Oceania    | Recorde da Oceania (Oceania)          | DSQ / DQ                   | Desclassificado (Disqualified)            |   |                                      |
| Recorde da temporada  | Recorde da temporada do atleta (Season best) | Recorde sul-americano | Recorde sul-americano (South America) | NM                         | Sem marca (No mark)                       |   |                                      |